# Стипе Плетикоса
Сти́пе Плети́коса (хорв. Stipe Pletikosa; 8 січня 1979, Спліт) — хорватський футболіст, воротар, екс-воротар збірної Хорватії.

## Титули і досягнення
- Чемпіон Хорватії (1):

«Хайдук» (Спліт): 2000/01
- Володар Кубка Хорватії (1):

«Хайдук» (Спліт): 1999/00, 2002/03
- Чемпіон України (1):

«Шахтар» (Донецьк): 2004/05
- Володар Кубка України (1):

«Шахтар» (Донецьк): 2003/04
- Володар Суперкубка України (1):

«Шахтар» (Донецьк): 2005
- Володар Кубка Росії (1):

«Ростов»: 2013/14